# The Wise Kid
The Wise Kid is een Amerikaanse filmkomedie uit 1922 onder regie van Tod Browning. De film is wellicht zoekgeraakt.

## Verhaal
De serveerster Rosie Cooper is verliefd op de bakkersknecht Freddie Smith, maar wanneer zij Jefferson Southwick helpt, een klant die zijn portemonnee is vergeten, wordt Jimmie jaloers. Southwick doet zich voor als de zoon van een rijke koopman, maar als ze ontdekken dat hij rood staat op zijn rekeningen, ontleent hij 100 dollar van Rosie en probeert daarna de stad te ontvluchten. Maar zij is te slim voor hem en hij belandt in de gevangenis. Rosie krijgt haar geld terug en is tevreden met de gunsten van Freddie, die eerlijk is, ook al is hij arm.

## Rolverdeling
| Acteur            | Personage           |
| ----------------- | ------------------- |
| Gladys Walton     | Rosie Cooper        |
| David Butler      | Freddie Smith       |
| Hallam Cooley     | Harry               |
| Hector V. Sarno   | Tony Rossi          |
| Henry A. Barrows  | Jefferson Southwick |
| C. Norman Hammond | Mijnheer Haverty    |